# NRP Douro (1913)
O NRP Douro foi um contratorpedeiro da marinha portuguesa da Classe Douro.
Foi construído nos estaleiros da Yarrow.  